# Скворцов, Денис Валерьевич
Денис Валерьевич Скворцов (родился 2 февраля 1971) — белорусский кинорежиссёр и сценарист.

## Биография
Родился 2 февраля 1971 г.
В 1989-1991 проходил срочную службу в Советской армии.
В 1991-1993 учился в Белорусской государственной академии искусств на отделении станковая графика.
В 1999 г. окончил Университет прикладных искусств в Вене, получил степень магистра искусств (направление: живопись, графика, анимационное кино).
В 2001 г. был зачислен на 3 курс Белорусской государственной академии искусств (мастерская режиссуры игрового кино под руководством М. Н. Пташука).
После окончания БГАИ в 2004 г. работает на киностудии «Беларусьфильм».

## Фильмография

### Режиссёр
- 2018 — Свои 2
- 2018 — Не игра
- 2016 — Невероятные приключения Арбузика и Бебешки
- 2016 — Ментовские войны 10
- 2015 — Ментовские войны 9
- 2015 — Ветеран
- 2015-наст. время — Малышарики
- 2014 — Ментовские войны 8
- 2014 — Лучшие враги
- 2013 — Ментовские войны-7 (Фильм 3 «Гонка на выживание», Фильм 4 «Граница зла», Фильм 5 «Невские партизаны», Фильм 6 «Корм для акулы»)
- 2012 — Я отменяю смерть
- 2011 — Навигатор (совместно с Павлом Дроздовым)
- 2009 — Днепровский рубеж
- 2007 — Щит Отечества

### Сценарист
- 2004 Лика. Дембельская байка (Беларусь, короткометражный)